# 알베르토 몬디
알베르토 몬디(Alberto Mondi, 1984년 1월 17일 ~ )는 대한민국에서 거주하고 있는 이탈리아 베네토주 베네치아도 미라노 출신의 방송인이다.

## 생애
베네치아에서 출생하였으며, 본래 지난날 한때 베네치아 시의 구 시가지에서 잠시 유아기를 보낸 적이 있다가 결국 일가족과 함께 미라노로 이사하여 미라노에서 유년기를 비롯한 어린 시절을 보냈다. 형제로는 남동생 스테파노와 리카르도가 있다.
6세 때부터 축구를 시작하여 21살까지 세리에 D 축구 선수였다가 레가 프로로 팀이 승격할 확률이 없다고 판단하여 축구를 그만두었다. 2003년부터 2007년까지 카 포스카리 베네치아 대학교 동아시아문화학 중어중문학 전공을 공부하였으며, 대학생 시절에 1년 간 중국의 다롄 외국어 대학교에서 교환 학생으로 공부를 했다. 거기서 지금의 한국인 아내를 만났다. 이탈리아에서 대학교를 나온 후 대한민국에 들어와 2008년 1월부터 4월까지 주한 이탈리아 대사관에서 인턴으로 근무했다. 2년 후인 2010년에는 강원대학교에서 경제학 석사학위를 취득했고, 같은 해 한국조세연구원에서 대외 협력 업무를 담당하면서 학회 및 교류 활동을 지원하기도 했다. 2011년부터 2013년에는 이탈리아의 맥주 회사인 SAB 밀러에서 일하며, 대한민국에 이탈리아 맥주를 론칭하는 일도 담당했다. 2013년부터 주한 이탈리아 상공회의소의 이사회원으로 일하고 있으며, 또 2013년 8월에 피아트 크라이슬러에 입사한 후, 회사에서 딜러 및 전시장 영업 사원을 관리하는 직무를 맡았다. 현재는 회사를 퇴사하고 방송인이자 사회적 기업가로 활동하고 있다.
2012년에는 이탈리아의 맥주 브랜드인 페로니의 홍보 대사를 하였다. 좋아하는 축구팀은 유벤투스이다.

## 학력
- 카 포스카리 베네치아 대학교 동아시아문화학 학사
- 강원대학교 경제학과 경제학 석사 (학위논문명 - Oil Shocks and the World Rice Market Puzzle: a VAR Analysis)

## 경력
- 2008년 1월 ~ 4월 주한이탈리아대사관 인턴
- 2010년  한국조세연구원 대외 협력 업무를 담당
- 2011년 ~ 2013년 이탈리아 맥주 회사 SAB 밀러
- 2012년 페로니 홍보대사
- 前 피아트 크라이슬러 차장
- 주한 이탈리아 상공회의소 부회장
- 축구 칼럼니스트
- 사업가

## 방송 출연작

### 텔레비전 프로그램
- 《비정상회담》 (JTBC, 2014년~2017년)
- 《내 친구의 집은 어디인가》 (JTBC, 2015년)
- 《해피투게더 시즌 3》 (KBS, 2015년)
- 《마녀사냥》 (JTBC, 2015년)
- 《김제동의 톡투유 - 걱정 말아요! 그대》 (JTBC, 2015년)
- 《대단한 레시피: 마트에 가자》 (KBS, 2015년)
- 《인스타워즈》 (MBC, 2016년)
- 《자기야 백년손님》 (SBS, 2016년)
- 《차이나는 도올》 (JTBC, 2016년)
- 《장학퀴즈》 (EBS1, 2016년)
- 《드라이브 클럽》 (SBS, 2016년)
- 《어서와 한국은 처음이지》 (MBC every1, 2017년)
- 《뭉쳐야 뜬다》 (JTBC, 2017년)
- 《이제 만나러 갑니다》 (채널A, 2018년)
- 《냉장고를 부탁해》 (JTBC, 2018년)
- 《판결의 온도》 (MBC, 2018년)
- 《비디오스타》 (MBC every1, 2018년)
- 《날 보러와요-사심방송 제작기》(JTBC,2018년)
- 《대한외국인》 (MBC every1, 2019년)
- 《쇼! 오디오자키》 (tvN, 2019년)
- 《TV는 사랑을 싣고》 (KBS1, 2019년)
- 《2019 KBS 창작동요대회》 (KBS1, 2019년)
- 《날아라 슛돌이 - 뉴 비기닝》 (KBS2, 2020년)
- 《선을 넘는 녀석들- 리턴즈》
- 《황금어장 라디오스타》(MBC, 2021년)

### 드라마
- 《저글러스》 (KBS, 2017년) - 헨리 역

### 라디오
- 이현우의 음악앨범 (2015)

## 영화
- 《김녕회관》 (단편영화, 2017년) - 알베르토 역

## 서적
- 《이탈리아의 사생활 알베르토가 전하는 이탈리아의 열 가지 무늬》
- 《널 보러 왔어 알베르토의 인생 여행 에세이》

## 광고
- 미스터 피자 (2014년)
- KT금호렌터카 (2014년)
- 크리니크 (2014년)
- 제일모직 에잇세컨즈 - 비정상패션회담 편 (2014년)
- 풀무원 바른먹거리 (2014년)
- 웰퍼스 온수매트 (2014년)
- 네스카페 크레마 (2015년)
- SBI 저축은행 (2017년)

## 이외 경력
- 페로니 홍보대사
- 세리에 D 축구 선수

## 홍보대사
| 연도 | 경력                                                      |
| ---- | --------------------------------------------------------- |
| 2016 | - K스마일 캠페인 홍보대사                                 |
| 2017 | - 이탈리아 맥주 페로니(Peroni) 홍보대사 - 서울시 홍보대사 |

## 수상
| 연도 | 수상 내역                                                             |
| ---- | --------------------------------------------------------------------- |
| 2016 | - 10월 21일 이탈리아 건국공로훈장 6등급                               |
| 2017 | - 12월 18일 《2018 대한민국 퍼스트브랜드 대상》 외국인 예능인 부문 상 |

## 가족 관계
- 배우자 : 맹지은
  - 아들 : 레오나르도 몬디 (맹레오, 2016년 8월 12일 ~ )
  - 딸 : 키아라 몬디 (맹아라, 2020년 11월 6일 ~ )